# Francisc Pall
Francisc Pall (n. 24 noiembrie 1911, Carei – d. 25 septembrie 1992, Treuereut, Germania) a fost un istoric român, specialist al Evului Mediu, profesor la Universitatea din Cluj. A fost bursier al Școlii române din Roma între anii 1934-1936 și al Școlii române de la Fontenay-aux-Roses.

## Familie și studii
Francisc Pall s-a născut în 24 noiembrie 1911 la Carei, într-o familie de țărani români greco-catolici. Studiile primare și liceale le-a urmat la Liceul Vasile Lucaciu din Carei, unde în 1919 și-a susținut bacalaureatul. Între 1919-1933 a urmat cursurile Facultății de Litere și Filozofie din Cluj. Fiind un student strălucit în ultimii ani de studiu la facultate a fost numit secretar și bibliotecar al Institutului de Istorie Universală și preparator universitar.
Între 1934-1936, în timp ce studia la Accademia di Romania din Roma, și-a susținut teza de doctorat cu tema Ciriaco d'Ancona e la Crociata contro i Turchi, în specialitatea de istorie medie universală și bizantinologie.
După 1936 a fost numit asistent universitar la Universitatea din Cluj iar în anul 1944 este numit conferențiar la aceeași universitate. Titlul de profesor universitar l-a primit în 1962. În 1972 a primit titlul de profesor emerit.

## Interes academic
Opera sa încorporează contribuții fundamentale în problemele pe care le-a abordat: cruciadele, efortul anti-otoman al popoarelor din Balcani, umanismul și reforma religioasă, misiunile catolice în Țările Române, viața și personalitatea episcopului Inochentie Micu-Klein, căruia i-a dedicat trei volume de studii.

## Lucrări publicate
- Contribuții la problema locurilor de adeverire din Transilvania medievală (sec. XIII-XV), în: Studii și Materiale de Istorie Medie, 2/1957, p. 391-405;
- Les croisades en Orient au bas Moyen Age
- Românii din părțile sătmărene [Ținutul Medieș] în lumina unor documente din 1377
- Inochentie Micu-Klein. Exilul la Roma. 1745-1768